# Erythrodiplax anomala
Erythrodiplax anomala – gatunek ważki z rodziny ważkowatych (Libellulidae). Występuje na terenie Ameryki Południowej.